# Sociedad del Santo Niño Jesús
La Sociedad del Santo Niño Jesús (en inglés: Society of the Holy Child Jesus) es una congregación religiosa católica femenina, de vida apostólica y de derecho pontificio, fundada por la religiosa estadounidense Cornelia Connelly, en Derby, en 1846. Las religiosas de este instituto posponen a sus nombres las siglas S.H.C.J..

## Historia

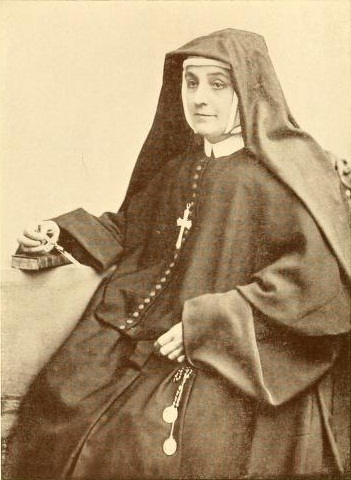
Cornelia Connelly (1809-1879), fundadora de la congregación, es considerada venerable en la Iglesia católica.

La congregación fue fundada por la religiosa estadounidense Cornelia Connelly, conversa al catolicismo del episcopalianismo, junto con su esposo. Los dos tomaron la decisión de consagrar sus vidas al Señor, así que él se hizo sacerdote y ella ingresó a la Sociedad del Sagrado Corazón de Jesús. Mientras estaba formándose en Roma, conoció Nicholas Wiseman (futuro cardenal), quien la invitó a colaborar en el restablecimiento del catolicismo en Inglaterra. Para tal fin, el 13 de octubre de 1846, Connelly fundó la congregación en Derby. Al inicio tuvo serias dificultades, pero luego del apoyo de la Santa Sede que permitió un rápido crecimiento del instituto en Inglaterra y Estados Unidos.
El instituto fue aprobado como congregación de derecho diocesano el 1 de junio de 1850, por Wiseman. Fue elevado a congregación pontificia, mediante decretum laudis del papa León XIII, del 7 de agosto de 1887.

## Organización
La Sociedad del Santo Niño Jesús es un instituto religioso de derecho pontificio, internacional y centralizado, cuyo gobierno es ejercido por una superiora general. La sede central se encuentra en Roma (Italia).
Las religiosas de este instituto se dedican varias actividades pastorales, en el ámbito de la educación, social, de la salud y la misión entre los indígenas. En 2017, el instituto contaba con 365 religiosas y 64 comunidades presentes en Alemania, Chad, Chile, Francia, Italia, Irlanda, España, Estados Unidos, Ghana, Kenia, Nigeria, Reino Unido y República Dominicana.